# جوزيف جيبسون
جوزيف جيبسون (بالإنجليزية: Joseph Gibson)‏ هو سياسي ليبيري، ولد في 1823. حزبياً، نشط في Republican Party (Liberia) ‏. وقد انتخب نائب رئيس ليبيريا ‏ (6 يناير 1868 – 3 يناير 1870).